# 薩瑟 (喬治亞州)
薩瑟（英語：Sasser）是一個位於美國喬治亞州特勒爾縣的城鎮。

## 地理
薩瑟的座標為31°43′12″N 84°20′52″W / 31.72000°N 84.34778°W，而該地的平均海拔高度為97米（即318英尺）。

## 人口
根據2010年美國人口普查的數據，薩瑟的面積為2.00平方千米，當中陸地面積為2.00平方千米，而水域面積為0.00平方千米。當地共有人口279人，而人口密度為每平方千米140人。